# Junts+Carles Puigdemont per Catalunya

Símbolo de la coalición electoral registrado en la Junta Electoral Central.

Junts+Carles Puigdemont per Catalunya (Cat-Junts+, en español: «Juntos+Carles Puigdemont por Cataluña»), también conocido como Junts+ (en español: «Juntos+»), es una coalición electoral española de ideología independentista catalana impulsada por el expresidente de la Generalidad de Cataluña Carles Puigdemont para concurrir a las elecciones al Parlamento de Cataluña de 2024.
Está constituida por los partidos políticos Junts per Catalunya y Demòcrates de Catalunya.
| Partidos | Partidos                |
| -------- | ----------------------- |
|          | Junts per Catalunya     |
|          | Demòcrates de Catalunya |

## Historia
El día 13 de marzo de 2024 el presidente de la Generalidad de Cataluña Pere Aragonés anunció, después de que el Parlamento de Cataluña rechazase su proyecto de presupuestos para ese año, el adelanto de las elecciones catalanas para el siguiente 12 de mayo. Ese mismo día, el secretario general de Junts per Catalunya, Jordi Turull, manifestó que "todos saben quién queremos que sea el candidato de Junts per Catalunya", en referencia a Carles Puigdemont, expresidente de la Generalidad y diputado al Parlamento Europeo . A las pocas horas Carles Puigdemont manifestó desde Bruselas que "podré estar presente en el debate de investidura y me haría mucha ilusión", sin confirmar su candidatura ni en qué formato concurriría.
La semana siguiente, el 21 de marzo de 2024, Carles Puigdemont organizó una Conferencia en la localidad de Elna, en el sur de Francia, donde confirmó que "he decidido presentarme a las próximas elecciones al Parlamento de Cataluña", renunciando así a continuar ejerciendo como diputado al Parlamento Europeo al no concurrir como candidato a las cercanas elecciones europeas de 2024. No obstante, en dicho anuncio no mostró ninguna simbología de su partido político Junts, pidiendo al resto de organizaciones independentistas una "candidatura unitaria".
A los pocos días, el 27 de marzo, un total de siete organizaciones políticas (Junts per Catalunya, Demòcrates de Catalunya, Moviment d'Esquerres de Catalunya, Reagrupament, Estat Català, Alternativa Verda, Acció per la República y Joventut Republicana de Lleida), todas ellas de carácter minoritario salvo el partido Junts per Catalunya, firmaron en Perpiñán (Francia) el denominado Acuerdo del Vernet. Dicho acuerdo consistía en una declaración pública de apoyo a la futura candidatura que lideraría Carles Puigdemont, pero sin constituir una coalición electoral formal para concurrir a las próximas elecciones catalanas.
Ese mismo día, los partidos políticos Junts per Catalunya y Demòcrates de Catalunya firmaron y registraron ante la Junta Electoral su acuerdo de coalición para, ahora sí, presentarse a dichas elecciones, dando así forma jurídica a la candidatura de Carles Puigdemont. Poco después, el 5 de abril de 2024, la Junta Electoral Central hizo público el acuerdo de constitución de esta coalición, que concurriría bajo la denomicación Junts+Carles Puigdemont per Catalunya y el acrónimo Cat-Junts+. Además, se anunció que Carles Puigdemont había trasladado su residencia desde Waterloo (Bélgica) al sur de Francia.
Finalmente, el día siguiente (6 de abril de 2024) Carles Puigdemont dio su primer mitin de campaña presencial en Elna (Francia), donde se dieron a conocer públicamente la nueva identidad visual de la coalición y las listas con las que ésta concurriría a las Elecciones al Parlamento de Cataluña de 2024.

## Resultados electorales
| Comicios      | Comicios   | Barcelona         | Barcelona         | Gerona          | Gerona          | Lérida          | Lérida          | Tarragona    | Tarragona    |             | Total |
| Cataluña 2024 | Parlamento | Carles Puigdemont | Carles Puigdemont | Salvador Vergés | Salvador Vergés | Jeannine Abella | Jeannine Abella | Mònica Sales | Mònica Sales | 673.686     |       |
| Cataluña 2024 | Parlamento | 452.068           | 19,36%            | 103.752         | 34,88%          | 50.615          | 30,37%          | 67.122       | 21,28%       | 2º (21,63%) |       |
| Cataluña 2024 | Parlamento | 18/85             | 18/85             | 7/17            | 7/17            | 5/15            | 5/15            | 5/18         | 5/18         | 35/135      |       |